# Bomba apestosa

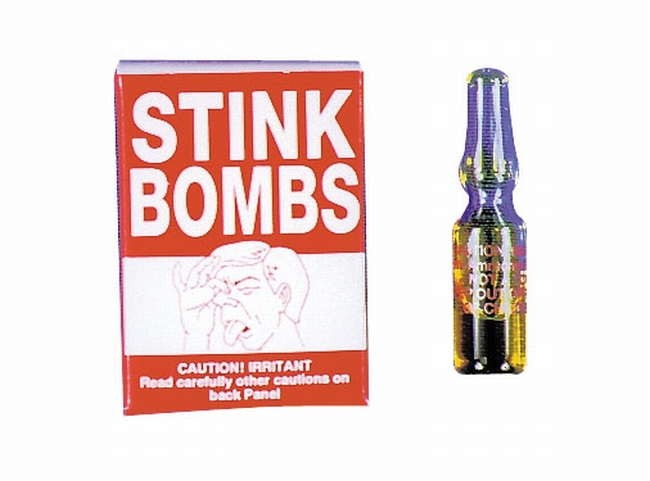
Paquete de bombas fétidas.

La bomba apestosa o bomba fétida, también conocida como bomba de olor es un artículo de broma  fabricado para producir un olor desagradable al olfato humano. Normalmente se trata de una cápsula que contiene una substancia química hedionda como el sulfuro ácido de sodio (NaHS) y que al romperse se expande por el ambiente.

## Composición
Las bombas fétidas más comunes, relativamente inofensivas pueden contener también  sulfuro de amonio, que huele fuertemente a huevos podridos. Cuando se expone al aire, el sulfuro de amonio reacciona con la humedad, se hidroliza y se libera una mezcla de sulfuro de hidrógeno (olor a huevo podrido) y amoníaco. También se utilizan compuestos orgánicos volátiles, generalmente de peso molecular más alto para una clase dada de compuestos, con volatilidad más baja que la concentración inicial, pero con persistencia más larga.  Es el caso de los tioles con un peso molecular más bajo, por ejemplo, metilmercaptano y etilmercaptano y otros compuestos químicos similares a las excreciones defensivas de las mofetas, substancias que también se añaden  en pequeñas cantidades al gas natural para hacer que las fugas de gas sean detectables por el olor. Una variación de esta idea es la bomba de perfume, llena de un fuerte olor a "perfume barato".
Algunos componentes comunes son: 
- Compuestos organosulfurados
  - Metanotiol (se usa raramente; es un gas y, por lo tanto, más difícil de manejar que los líquidos)
  - Etanotiol, que huele similar a puerros, cebollas, durian o repollo cocido
  - Propilenglicol
  - Butanotiol, que huele similar al spray de mofeta
- Compuestos inorgánicos de azufre
  - Sulfuro de amonio, huevos podridos
- Ácidos carboxílicos
  - Ácido propanoico, sudor
  - Ácido butírico, lácteos rancios o vómito
  - Ácido valérico, olor a pies sucios
  - Ácido caproico, olor a queso
- Aldehídos (por ejemplo, butanal )
- Aminas
  - Trietilamina, pescado viejo
  - Etanolamina, desagradable
  - Putrescina, carne podrida
  - Cadaverina, carne podrida
- Compuestos heterocíclicos
  - Indol, olor a heces
  - Escatol, que huele a heces